# Hélio Durães de Alkmim
Hélio Durães de Alkmim nasceu em Minas Gerais. Formou-se em Medicina e teve grande influência na Psicologia da Educação.

## Biografia
Nasceu em Belo Horizonte – Minas Gerais. Na Universidade de Minas Gerais - atual Universidade Federal de Minas Gerais- cursou Medicina formando-se em 1952. Especializou-se em Neurologia e Psiquiatria na Northwestern University, em Chicago, EUA entre os anos de 1953 e 1958. Em Cáli, na Colômbia participou de um curso intensivo de Pedagogia Médica. 
Em 1958, Hélio Durães começou a trabalhar como chefe da terceira seção no Instituto Raul Soares e em 1959 foi colocado à disposição da Sociedade Pestalozzi. Tratava das necessidades educacionais, médicas, psicológicas e sociais da criança excepcional, compondo a equipe que era coordenada por Helena Antipoff no município de Ibirité, MG. Defendia a criação, na Fazenda do Rosário, de uma clínica psiquiátrica infanto-juvenil, cujo serviço poderia ser realizado por equipes multidisciplinares. Na década de 1960 ao perceber o interesse de Helena Antipoff na educação especial das crianças que considerava bem-dotadas uniu-se a ela, e em 1972 nasceu o Projeto CIRCULA  - Civilização Rural de Cultura e Lazer e em 1973, a ADAV -  Associação Milton Campos para o Desenvolvimento das Vocações dos Bem-dotados - que tem seu funcionamento ativo até os dias atuais.

Participou em 1959 da fundação da Clínica Nossa Senhora de Lourdes, oferecendo atendimento psiquiátrico "opendoor". E foi convidado para ser diretor do Hospital Galba Veloso em 1961, realizando esta atividade até 1963 para ensinar Psiquiatria na Faculdade de Medicina da UFMG. A partir de 1973 dirigiu a residência em Psiquiatria no Instituto Raul Soares, aposentando-se do serviço publico em 1985. Em 1998, ingressou na Ordem Franciscana Secular, em cujas atividades se mantém, ao lado daquelas que desenvolve em seu consultório particular e na ADAV. 